# Żabi Staw Jaworowy
Żabi Staw Jaworowy (słow. Žabie pleso Javorové, Žabie pleso Javorinské; niem. Krotensee; węg. Varangyos-tó) – staw znajdujący się w Dolinie Zadniej Jaworowej (górna część Doliny Jaworowej), w słowackich Tatrach Wysokich.

## Opis
Położony jest na wysokości 1886 m n.p.m. (według niektórych źródeł 1900 m). Zgodnie z pomiarami TANAP-u z lat 60. XX w. staw ma powierzchnię 1,11 ha, wymiary 197 × 80 m i głębokość ok. 15,2 m. Leży na dnie karu u podnóży monumentalnych ścian Jaworowych Szczytów, które regularnie zasypują go piargami. Od strony zachodniej zamknięty jest moreną.
Żabi Staw Jaworowy otaczają:
- od południa Jaworowy Szczyt,
- od południowego zachodu Mały Jaworowy Szczyt,
- od południowego wschodu Ostry Szczyt,
- od północnego wschodu Lodowy Szczyt.

Znad brzegu stawu widok na potężne, 400-metrowej wysokości ściany Jaworowych Szczytów. Na jednej ze skał poniżej stawu umieszczono w 1911 tabliczkę upamiętniającą śmierć Stanisława Szulakiewicza i spieszącego mu na pomoc przewodnika Klimka Bachledy, którzy w 1910 zginęli w ścianach Małego Jaworowego Szczytu.
Przez wiele lat podawano w przewodnikach nieprawdziwą informację, że w 1940 r. duża lawina kamienna z Jaworowego Szczytu zmniejszyła nieco obszar stawu. Podał ją około 10 sierpnia 1940 r. Klub Słowackich Turystów i Narciarzy wraz ze stwierdzeniem, jakoby klub ten podjął akcję ratowania jeziora. Doniesienie to zostało sprostowane przez nieznanego autora (prawdopodobnie był nim Gyula Hefty) tydzień później. Sprostowanie to zostało jednak przeoczone, a zauważył je dopiero w 2010 Józef Nyka. W rzeczywistości obryw skalny nastąpił jesienią 1939 r., nie był jednak na tyle potężny, aby zmienić wymiary jeziora – do wody wpadło tylko kilka kamieni, a cała reszta zatrzymała się wyżej, na wielkim stożku piargowym ponad stawem.

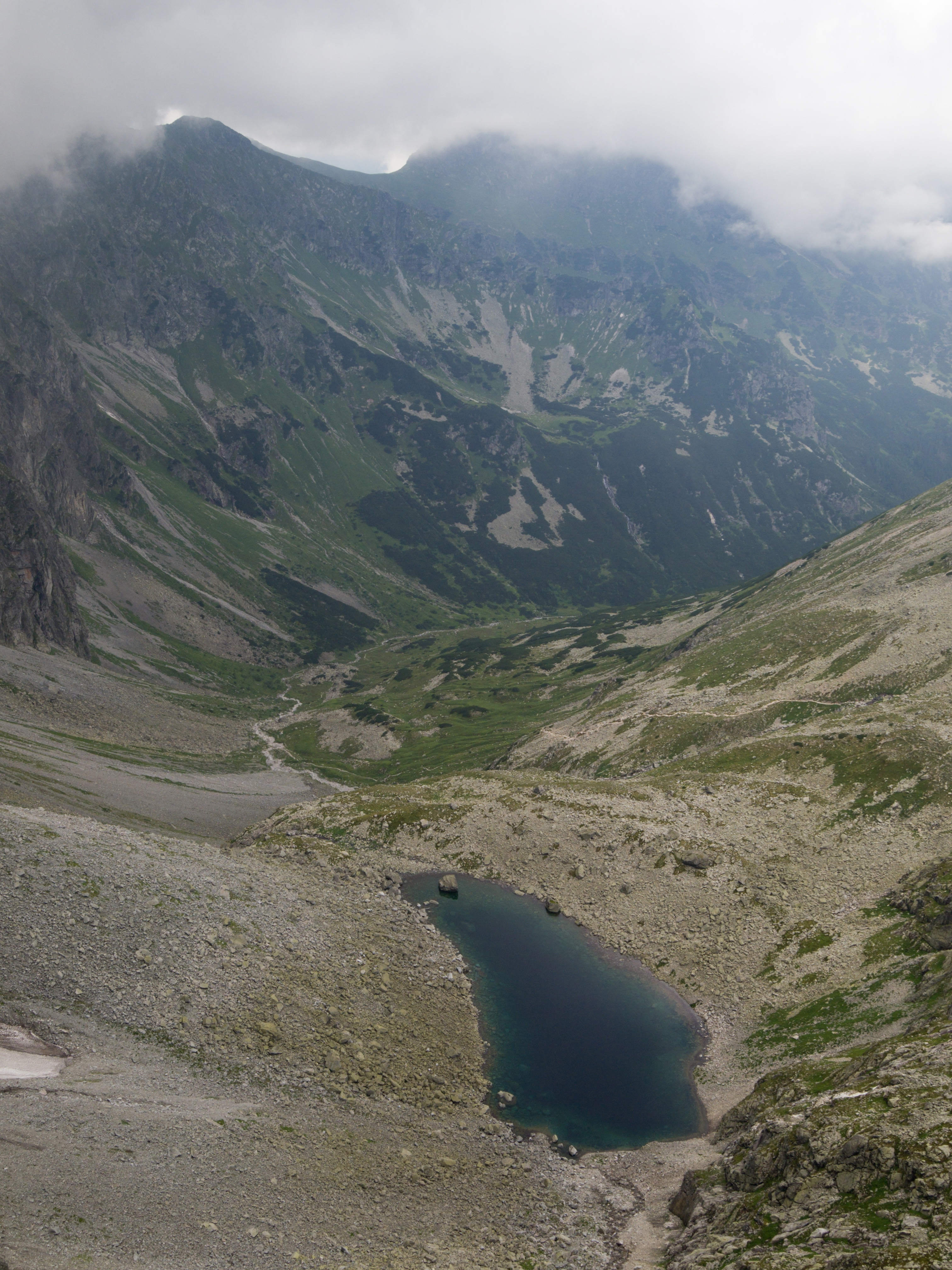
Dolina Zadnia Jaworowa

## Tragedia Kaszniców
W okolicy stawu 3 sierpnia 1925 r. miał miejsce niewyjaśniony wypadek. W czasie złej pogody (wiatr i siąpiący deszcz) z Lodowej Przełęczy schodził warszawski prokurator Kazimierz Kasznica (42 lata) z żoną, 12-letnim synem i młodym studentem, ale doświadczonym już taternikiem Ryszardem Wasserbergerem (21 lat). Na przełęczy Kasznica wyciągnął koniak i nieco go popili wraz ze studentem. Podczas schodzenia z przełęczy syn zaczął się skarżyć na trudności z oddychaniem. Jego plecak wzięła matka, a taternik pomagał mu schodzić. Przy stawie Kazimierz Kasznica usiadł i powiedział, że dalej nie może iść. Wasserberger oświadczył, że nie zdoła mu pomóc, gdyż również czuje się bardzo słaby, i wraz z synem Kaszniców schronili się przed wiatrem pod dużym kamieniem. Kasznicowa poczęstowała ich łykiem koniaku i przeszła do męża, jemu również wlewając do ust koniak. On jednak był już nieprzytomny i wkrótce zmarł. Gdy wróciła do kamienia, zastała tu martwego syna i taternika, który zmarł na jej oczach. Sama, jak potem oświadczyła, koniaku nie piła. Spędziła przy zwłokach jeszcze dwie noce i jeden dzień, jednak z powodu złej pogody nikt nie szedł, więc zeszła do Jaworzyny i zaalarmowała TOPR. Przeprowadzono dochodzenie i sekcję zwłok, jednak przyczyny tragedii nie wyjaśniono.

## Szlaki turystyczne
– szlak zielony z Jaworzyny Tatrzańskiej dnem Doliny Jaworowej i Zadniej Doliny Jaworowej przechodzi obok Żabiego Stawu Jaworowego, a potem dalej na Lodową Przełęcz, skąd szlak wiedzie do Doliny Pięciu Stawów Spiskich.
- Czas przejścia z Jaworzyny Tatrzańskiej do Żabiego Stawu Jaworowego: 3:30 h, ↓ 2:45 h
- Czas przejścia od Żabiego Stawu Jaworowego na Lodową Przełęcz: 1:15 h, ↓ 1 h